# Staurogyne lepidagathoides
Staurogyne lepidagathoides är en akantusväxtart som beskrevs av Emery Clarence Leonard. Staurogyne lepidagathoides ingår i släktet Staurogyne och familjen akantusväxter. Inga underarter finns listade i Catalogue of Life.